# Tidevandsenergi
|  | Spekulativ artikel Bemærk at denne artikel er præget af spekulationer og bør omskrives, så fakta er understøttet af verificerbare kilder. |

Man kan forestille sig to muligheder til produktion af tidevandsenergi.
1. Enten udnytter man flow[flertydigt link ønskes præciseret]et i vandet, eks. ved at opdæmme en smal passage, eller man kan udnytte højdeforskelle ved f.eks. at opdæmme vand ved flod (potentiel energi), og derefter sluse det ud gennem turbiner igen ved ebbe.
2. Placer en container på bunden af havet (helst et sted hvor der ikke er så dybt) indeholdende en elektrisk generator, der er koblet på en tromle med et reb der går til overfladen hvor der ligger en flyder. Når tidevandet hæver vandstanden trækkes i snoren, og generatoren kører.